# Bancroft Motorsport
Bancroft Motorsport war ein deutsches Unternehmen der Automobilproduktion, das von 1991 bis 1993 einen zweisitzigen Roadster, den Bancroft fertigte.

## Produktion
Die Produktion der Roadster fand bei GFG-Exklusiv-Cars GmbH in Gronau (Westf.) statt, wo auch der Elisar hergestellt wurde. Geplant war eine limitierte Auflage von 300 Exemplaren, letztendlich wurden aber nur 10 Fahrzeuge gebaut. Graf und Gräfin Beissel von Gymnich fungierten als Herausgeber der Fahrzeuge.
Der Bancroft ist ein zweisitziger Roadster im Stil der 1930er Jahre. Entworfen wurde das Modell von dem amerikanischen Rennfahrer Hugh Bancroft. Den Antrieb leistete ein modifizierter V8-Motor des Mercedes-Benz 500 SL mit 343 PS. Der Neupreis betrug zwischen 300.000 und 396.000 DM.